# Джорлу
Джорлу (также Джарлы, Джорлы азерб. Corlu) — село в Габалинском районе Азербайджана. 

## География
Расположено на Алазань-Авторанской равнине, в 12 км к юго-западу от Габалы. Ближайшее соседнее село — Мирзабейли.

## История
По материалам посемейных списков на 1886 год, в Куткашинском сельском обществе IV участка Нухинского уезда Елисаветопольской губернии отмечалось селение Джорлы «татарское» с населением азербайджанцами (по источнику «татарами»).

## Население
Согласно результатам Азербайджанской сельскохозяйственной переписи 1921 года, Джарлы, тюркское (с отселком Иманлы) Куткашенского сельского общества Нухинского уезда Азербайджанской ССР населяли 367 человек (76 хозяйств, 192 мужчин и 175 женщин), преимущественно тюрки-азербайджанцы.
По данным издания «Административное деление АССР», подготовленных в 1933 году Управлением народно-хозяйственным учётом Азербайджанской ССР (АзНХУ), по состоянию на 1 января 1933 года Джарлы (143 человека, 43 хозяйства) и Ерли-Джарлы (305 человек, 51 хозяйство) входили в Мирзабейлинский сельсовет Куткашенского района Азербайджанской ССР. Национальный состав Мирзабейлинского сельсовета, состоял преимущественно из тюрок (азербайджанцев) — 91,4%.
По состоянию на 1986 год в Джорлу проживало 1077 человек. Население занималось выращиванием пщеницы, фруктов, табаководством и животноводством.